# Angèle
Angèle (* 3. prosince 1995 v Uccle), celým jménem Angèle Joséphine Aimée Van Laeken, je belgická hudebnice, zpěvačka, producentka, herečka a modelka. Je dcerou belgického hudebníka Marky a sestrou rappera Roméo Elvise. Zpívá francouzsky.

## Životopis
Angèle Van Laeken se narodila 3. prosince 1995 v Uccle v Belgii, jižním předměstí Bruselu. Vyrostla v Linkebeeku, vlámském městě na jižním předměstí Bruselu. Její otec, belgický hudebník Marka, ji od útlého věku vedl ke hře na klavír, což je podle jejích vlastních slov základ její hudební kariéry.
Angèle navštěvovala katolické školy s přísným vzděláním, ale později vstoupila do Decroly School, školy s pedagogikou inspirovanou novým vzděláváním.[ujasnit] Pestré umělecké prostředí této střední školy jí poskytlo zázemí i inspiraci. Poté, co získala zkušenosti s hraním jazzu, se přidala ke skupině svého otce. Spolu koncertovali v bruselských kavárnách.
Od roku 2017 do roku 2019 byla ve vztahu s francouzským tanečníkem a choreografem Léo Walkem. Píseň Perdus popisuje konec jejich vztahu.
V srpnu 2020 se zpěvačka na Instagramu prozradila svoji bisexuální orientaci. Zároveň oznámila, že od listopadu 2019 je ve vztahu s francouzskou komičkou Marie Papillon. Jejich vztah skončil v roce 2021.

## Diskografie

### Alba
- 2018 : Brol
- 2021 : Nonante-Cinq

## Filmografie

### Filmy
- 2019 : Toy Story 4
- 2021 : Annette
- 2021 : Space Jam : Nouvelle Ère

### Televize
- 2020 : La Flamme
- 2021 : Angèle